# إسلام أباد (سراب)
إسلام أباد هي قرية في مقاطعة سراب، إيران. عدد سكان هذه القرية هو 1,256 في سنة 2006.